# Абим (округ)

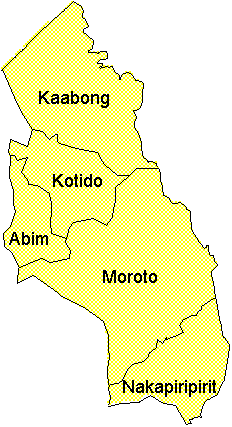
Карамоджа

Абим — один из округов Северной области Уганды, относится к региону Карамоджа (регион проживания народа карамоджонг). Административный центр город Абим. Население около 50 тысяч человек.

## Расположение
На севере и востоке район граничит районом Котидо, на юго-востоке и юге — с районом Напак, на юго-западе — с районом Отуке, на западе — с районом Агаго. Столица района находится примерно в 140 км по шоссе к северо-западу от Морото, крупнейшего города в этой местности. От столицы Уганды Кампалы, находящейся к юго-западу, город отделяет 366 км по шоссе.

## Описание
Округ Абим образован 1 июля 2006 года. До этого территория округа входила в качестве административной единицы третьего уровня в округ Котидо. Округ подразделяется на пять более мелких единиц и один городской совет — Абим. Площадь округа 2353 км².
Округ является частью субрегиона Карамоджа, где проживает приблизительно 1 млн представителей народа карамоджонг. В субрегион, помимо округа Абим, входят округа Амудат, Каабонг, Котидо, Морото, Накапирипирит и Напак.
Климат округа соответствует двум типам: влажная саванна и сухая лесная саванна — для которых характерен интенсивный жаркий сезон, который длится с декабря до февраля.

## Население
По результатам национальной переписи в округи насчитывалось: в 1991 году — 47600 человек, в 2002 году — 51800. Среднегодовой темп роста населения определён на уровне 0,9 % в период между 2002 и 2012 годами. В 2012 году население округа оценивалось примерно в 56500 человек.

## Экономическая деятельность
Натуральное сельское хозяйство и скотоводство являются основными занятиями местного населения. Многие жители также практикуют охоту. Культивируемые культуры:
- сорго;
- кукуруза;
- пшено;
- горох;
- тыква;
- огурцы;
- бобы;
- маниок;
- подсолнечник;
- кунжут;
- земляной орех;
- рис;
- батат.